# Diplodocinae
De Diplodocinae zijn een groep sauropode dinosauriërs behorend tot de Diplodocidae.
In 1929 benoemde Werner Janensch voor Diplodocus een onderfamilie Diplodocinae binnen de Diplodocidae. Het eerste begrip werd weinig gebruikt behalve door Alfred Romer in 1956.
In 2004 gebruikte Peter Dodson het begrip als naam voor een klade, monofyletische afstammingsgroep, die Diplodocus en Barosaurus omvatte. Hij gaf echter geen definitie. Die kwam er in 2005 toen Darren Naish en Michael Taylor een duidelijk onderscheid wilden maken tussen de twee takken binnen de Diplodocidae waarop respectievelijk Diplodocus en Apatosaurus zich bevonden. Ze definieerden de Diplodocinae als: de groep bestaande uit Diplodocus en alle soorten nauwer verwant aan Diplodocus dan aan Apatosaurus.
De Diplodocinae zijn hiermee de zustergroep van de Apatosaurinae binnen de Diplodocidae.
De groep bestaat uit grote sauropoden met een zeer lange nek uit het late Jura. Een andere mogelijke diplodocine naast Diplodocus zelf is Barosaurus, maar Paul Sereno meent dat deze verwantschap slecht door analyses ondersteund wordt en het begrip daarmee overbodig is.